# Magister militum
Magister militum (łac. liczba mnoga magistri militum), pełna nazwa comes et magister utriusque militiae (utriusque, czyli "obu" – gdyż łączył w sobie dwa dawniejsze tytuły: magister equitum i magister peditum, stąd oboczna nazwa magister equitum et peditum – "mistrz konnicy i piechoty") – głównodowodzący rzymskiej armii polowej. Magistri militum praesentales dowodzili armią wewnętrzną, natomiast magistri militum per Gallias, per Thraciam, per Orientem oraz per Illyricum wojskami w tych prowincjach. W  Cesarstwie Wschodniorzymskim funkcję tę oddawano terminem strategos.